# Lepidagathis thorelii
Lepidagathis thorelii är en akantusväxtart som beskrevs av Raymond Benoist. Lepidagathis thorelii ingår i släktet Lepidagathis och familjen akantusväxter. Inga underarter finns listade i Catalogue of Life.